# Naomi Russell
Naomi Rebecca Russell (n. 8 de junio de 1990, Brisbane, Queensland) es una gimnasta australiana.
Naomi representó a su país en los juegos de Commonwealth en 2006.
Russell ganó en el all-around la medalla de plata en los Artistic Gymnastics Championships del Sydney Olympic Park Sports Centre.